# Blumeodendron
Blumeodendron é um gênero botânico pertencente à família Euphorbiaceae.
Plantas encontradas em Myanmar, Ilhas Andamão e Malásia.

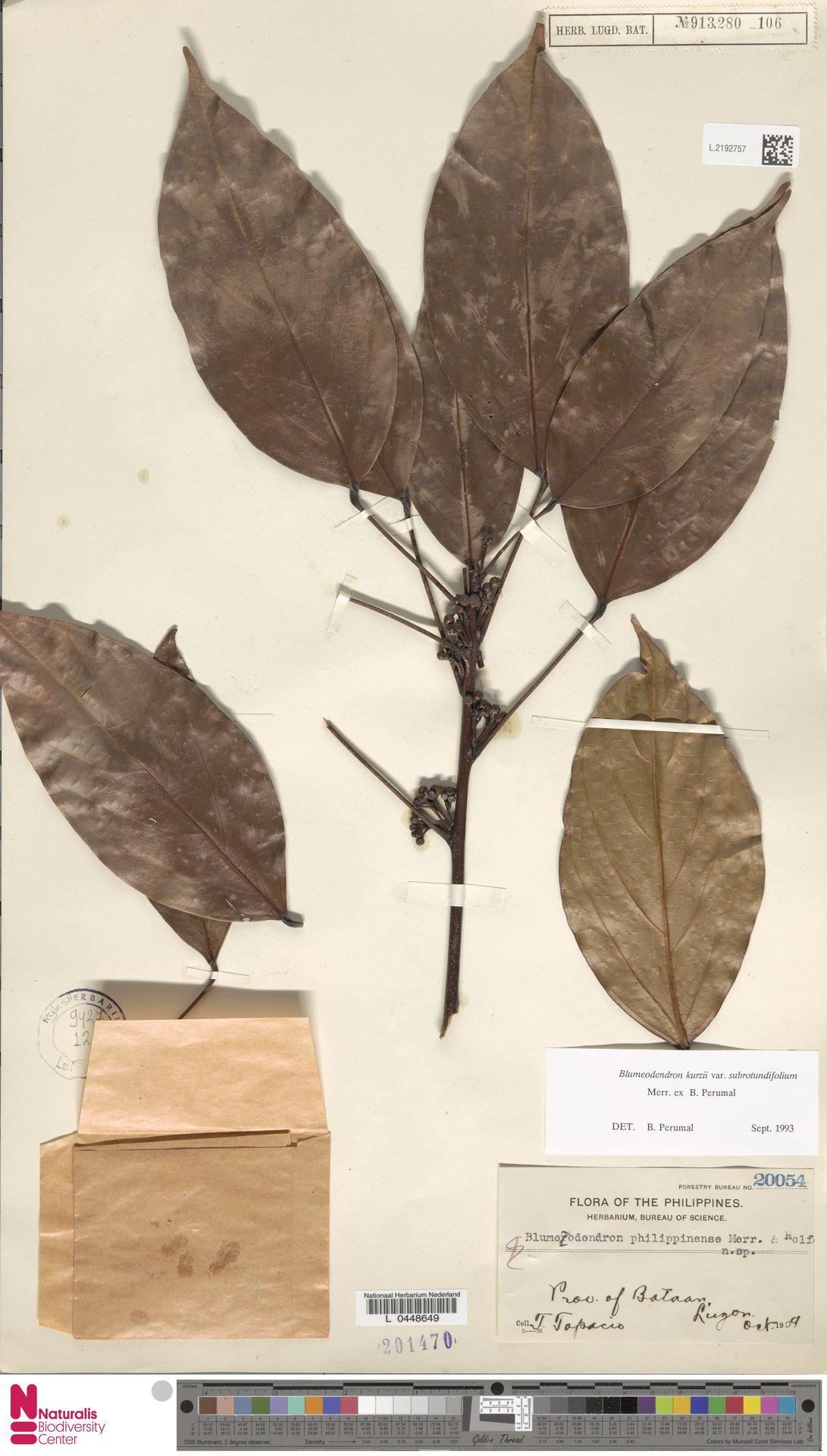
Foto da Blumeodendron kurzii

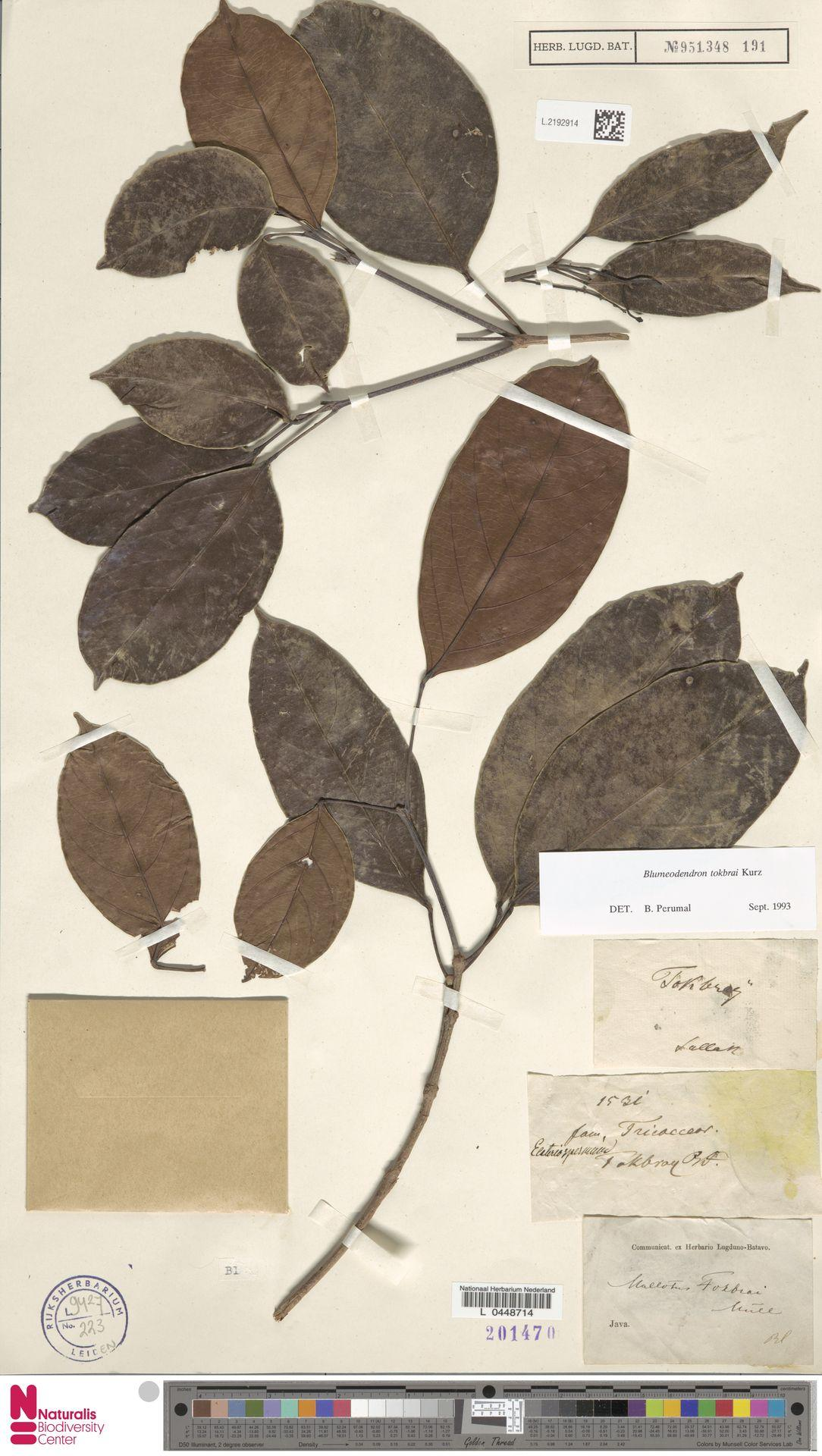
Foto da Blumeodendron tokbrai.

## Espécies
Apresenta 17 espécies:
| Blumeodendron borneense Blumeodendron bullatum Blumeodendron calophyllum Blumeodendron concolor Blumeodendron cuneatum Blumeodendron elateriospermum Blumeodendron kurzii Blumeodendron muelleri Blumeodendron papuanum | Blumeodendron paucinervium Blumeodendron philippirense Blumeodendron subcaudatum Blumeodendron subrotundifolium Blumeodendron sumatranum Blumeodendron tokbrai Blumeodendron vernicosum Blumeodendron verticillatum |

## Nome e referências
Blumeodendron (Müll.Arg.) Kurz